# Ochotsk (città)
Ochotsk (in russo Охотск?, anche traslitterata come Ohotsk o Okhotsk) è una cittadina della Russia siberiana orientale, nel territorio di Chabarovsk; sorge alla foce del fiume Ochota, che le dà il nome ed è capoluogo del rajon Ochotskij.

## Storia
La sua fondazione risale al 1647, quando i colonizzatori russi in marcia verso est raggiunsero finalmente il mare sull'altra sponda; dal momento che Ochotsk fu il primo centro abitato russo sul Pacifico, il vasto bacino su cui si affacciava prese il nome da esso.
Ochotsk ha sempre basato la sua economia sulla pesca e sul commercio delle pellicce; è diventata famosa anche per essere stata la base operativa dell'esploratore Vitus Bering, che da qui partì per due importanti missioni nel corso delle quali scoprì l'Alaska e lo stretto di Bering.

## Clima
| Ochotsk (1991-2020) Fonte:  | Mesi         | Mesi         | Mesi         | Mesi         | Mesi         | Mesi        | Mesi        | Mesi        | Mesi        | Mesi         | Mesi         | Mesi         | Stagioni | Stagioni | Stagioni | Stagioni | Anno  |
| Ochotsk (1991-2020) Fonte:  | Gen          | Feb          | Mar          | Apr          | Mag          | Giu         | Lug         | Ago         | Set         | Ott          | Nov          | Dic          | Inv      | Pri      | Est      | Aut      | Anno  |
| --------------------------- | ------------ | ------------ | ------------ | ------------ | ------------ | ----------- | ----------- | ----------- | ----------- | ------------ | ------------ | ------------ | -------- | -------- | -------- | -------- | ----- |
| T. max. media (°C)          | −16,8        | −14,2        | −6,3         | 0,4          | 6,2          | 11,4        | 15,7        | 17,1        | 12,9        | 2,7          | −9,7         | −16,4        | −15,8    | 0,1      | 14,7     | 2,0      | 0,3   |
| T. media (°C)               | −19,9        | −18,5        | −12,1        | −3,8         | 2,6          | 8,1         | 12,9        | 13,7        | 8,9         | −1,2         | −12,7        | −19,0        | −19,1    | −4,4     | 11,6     | −1,7     | −3,4  |
| T. min. media (°C)          | −22,7        | −22,2        | −17,8        | −8,2         | −0,2         | 5,7         | 10,6        | 10,6        | 4,9         | −4,6         | −15,3        | −21,4        | −22,1    | −8,7     | 9,0      | −5,0     | −6,7  |
| T. max. assoluta (°C)       | 5,5 (1929)   | 2,0 (2014)   | 6,4 (2009)   | 16,0 (1979)  | 26,2 (1944)  | 31,3 (1933) | 31,0 (2015) | 32,1 (1939) | 24,8 (1986) | 15,7 (1943)  | 6,2 (2006)   | 2,8 (2010)   | 5,5      | 26,2     | 32,1     | 24,8     | 32,1  |
| T. min. assoluta (°C)       | −41,3 (1895) | −45,7 (1891) | −36,9 (1912) | −29,2 (1914) | −16,0 (1894) | −2,6 (1894) | 1,7 (1896)  | −0,1 (1988) | −6,6 (1976) | −27,5 (1898) | −37,4 (1951) | −37,7 (1953) | −45,7    | −36,9    | −2,6     | −37,4    | −45,7 |
| Nuvolosità (okta al giorno) | 5,4          | 5,8          | 6,2          | 7,2          | 8,4          | 8,4         | 8,6         | 7,9         | 7,2         | 6,6          | 6,3          | 5,5          | 5,6      | 7,3      | 8,3      | 6,7      | 7,0   |
| Precipitazioni (mm)         | 15           | 7            | 16           | 24           | 40           | 55          | 85          | 94          | 92          | 66           | 32           | 14           | 36       | 80       | 234      | 190      | 540   |
| Giorni di pioggia           | 0,1          | 0,2          | 0,3          | 2,0          | 11,0         | 16,0        | 18,0        | 15,0        | 16,0        | 7,0          | 1,0          | 0,2          | 0,5      | 13,3     | 49,0     | 24,0     | 86,8  |
| Nevicate (cm)               | 24           | 27           | 29           | 20           | 2            | 0           | 0           | 0           | 0           | 4            | 14           | 21           | 72       | 51       | 0        | 18       | 141   |
| Giorni di neve              | 9,0          | 9,0          | 11,0         | 13,0         | 10,0         | 0,4         | 0,0         | 0,0         | 0,3         | 9,0          | 11,0         | 8,0          | 26,0     | 34,0     | 0,4      | 20,3     | 80,7  |
| Giorni di nebbia            | 0,03         | 0,03         | 1,0          | 3,0          | 6,0          | 9,0         | 6,0         | 5,0         | 3,0         | 0,3          | 0,03         | 0,1          | 0,2      | 10,0     | 20,0     | 3,3      | 33,5  |
| Umidità relativa media (%)  | 63           | 63           | 68           | 77           | 84           | 88          | 89          | 86          | 60          | 70           | 66           | 63           | 63       | 76,3     | 87,7     | 65,3     | 73,1  |
| Vento (direzione-m/s)       | N 3,9        | N 3,4        | N 2,9        | N 3,2        | S 3,3        | S 3,3       | S 3,2       | SE 3,2      | N 3,3       | N 3,7        | N 4,2        | N 4,2        | 3,8      | 3,1      | 3,2      | 3,7      | 3,5   |